# Samtgemeinde Schladen
De Samtgemeinde Schladen was een Samtgemeinde in de Duitse deelstaat Nedersaksen. Ze was een samenwerkingsverband van vier kleinere gemeenten in de Landkreis Wolfenbüttel. Het bestuur was gevestigd in Schladen. Het gebied had een oppervlakte van rond 74 km², waarin circa 9000 mensen woonden (stand 31 dec. 2012). Op 1 november 2013 werd de samtgemeinde opgeheven en omgevormd tot de eenheidsgemeente Schladen-Werla.

## Deelnemende gemeenten
- Gielde
- Hornburg
- Schladen
- Werlaburgdorf